# Bruce Dickinson
Paul Bruce Dickinson (sinh ngày 7 tháng 8 năm 1958) là một ca sĩ, nhạc sĩ, nhạc sĩ, phi công hàng không, doanh nhân, tác giả và phát thanh viên người Anh. Anh được biết đến với công việc là ca sĩ chính của ban nhạc heavy metal Iron Maiden và nổi tiếng với phong cách hát với dải quãng tám rộng và sự hiện diện trên sân khấu tràn đầy năng lượng.
Sinh ra tại Worksop, Nottinghamshire, Dickinson bắt đầu sự nghiệp âm nhạc của mình trong các ban nhạc ở các quán rượu nhỏ vào những năm 1970 khi đang theo học tại trường đại học ở Sheffield và đại học ở London. Năm 1979, anh tham gia vào làn sóng mới của ban nhạc heavy metal Anh Samson, cùng với nó anh đã nổi tiếng với nghệ danh "Bruce Bruce" và biểu diễn trên hai bản thu âm studio. Anh rời ban nhạc Samson năm 1981 để tham gia vào ban nhạc Iron Maiden, thay thế Paul Di'Anno và ra mắt trong album 1982 The Number of the Beast. Trong nhiệm kỳ đầu tiên của anh trong ban nhạc, họ đã phát hành một loạt album đạt chứng chỉ bạch kim và vàng của Mỹ và Anh vào những năm 1980.
Dickinson từ bỏ Iron Maiden vào năm 1993 (được Blaze Bayley thay thế) để theo đuổi sự nghiệp solo, điều này chứng kiến anh thử nghiệm rất nhiều phong cách rock và kim loại nặng. Anh đã gia nhập trở lại vào ban nhạc vào năm 1999, cùng với guitarist Smith Smith, và hai người đã cùng phát hành năm album phòng thu tiếp theo. Kể từ khi trở lại Iron Maiden, anh đã phát hành thêm một bản thu âm vào năm 2005, Tyranny of Souls. Em họ của anh, Rob Dickinson, là cựu ca sĩ chính của ban nhạc alternative rock người Anh Catherine Wheel, trong khi con trai của Dickinson, Austin, đứng đầu ban nhạc metalcore Rise to Remain.
Ngoài sự nghiệp âm nhạc, Dickinson nổi tiếng với nhiều hoạt động khác của mình. Đáng chú ý nhất, anh đã đảm nhận một sự nghiệp làm phi công thương mại cho Astraeus Airlines, dẫn đến một số liên doanh được báo chí đưa tin như máy bay chuyển đổi của Iron Maiden, Ed Force One, trong các chuyến đi vòng quanh thế giới của họ. Sau khi Astraeus đóng cửa, anh đã thành lập công ty đào tạo phi công và bảo dưỡng máy bay của riêng mình vào năm 2012, Cardiff Aviation. Dickinson đã dẫn chương trình phát thanh của riêng mình trên BBC Radio 6 Music từ năm 2002 đến 2010, và cũng đã tổ chức các bộ phim tài liệu truyền hình, tiểu thuyết tác giả và kịch bản phim, tạo ra một loại bia thành công với Robinsons Brewery và thi đấu kiếm quy mô quốc tế.